# Provinz Arezzo
Die Provinz Arezzo (italien. Provincia di Arezzo) ist eine italienische Provinz der Region Toskana. Hauptstadt ist Arezzo. Sie hat 333.646 Einwohner (Stand 31. Dezember 2024) in 36 Gemeinden auf einer Fläche von 3235 km².
Die Provinz grenzt im Norden an Emilia-Romagna (Provinz Forlì-Cesena), im Nordosten an die Marken (Provinz Pesaro und Urbino), im Osten an Umbrien (Provinz Perugia), im Südwesten an die Provinz Siena und im Nordwesten an die Metropolitanstadt Florenz. Der Fluss Arno durchquert die Provinz.

## Aus der Geschichte
Die Provinz trägt die militärische Ehrenmedaille in Gold (Medaglia d’oro al valor militare) für die in ihr ausgeführten Partisanenaktivitäten im Zweiten Weltkrieg.

## Größte Gemeinden
(Einwohnerzahlen Stand 31. Dezember 2024)
| Gemeinde                   | Einwohner |
| -------------------------- | --------- |
| Arezzo                     | 96.527    |
| Montevarchi                | 24.129    |
| Cortona                    | 20.877    |
| San Giovanni Valdarno      | 16.542    |
| Sansepolcro                | 15.163    |
| Castiglion Fiorentino      | 12.832    |
| Terranuova Bracciolini     | 12.087    |
| Bibbiena                   | 11.951    |
| Bucine                     | 9926      |
| Castelfranco Piandiscò     | 9751      |
| Cavriglia                  | 9505      |
| Foiano della Chiana        | 8999      |
| Civitella in Val di Chiana | 8682      |
| Monte San Savino           | 8542      |

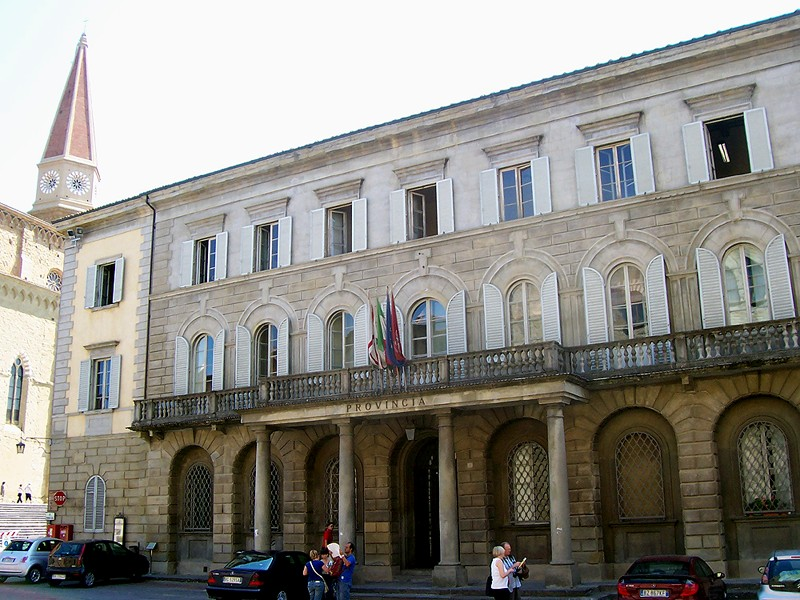
Arezzo, Palazzo della Provincia, Regierungssitz der Provinz

Die Liste der Gemeinden in der Toskana beinhaltet alle Gemeinden der Provinz mit Einwohnerzahlen.